# فاب ميلو
فاب ميلو (بالبرتغالية: Fabricio Melo‏) مواليد 20 يونيو 1990، هو لاعب كرة سلة برازيلي بدأ مسيرته الاحترافية في سنة 2012 يلعب في دوري بورتوريكو لكرة السلة. يبلغ طوله 7 قدم 0 بوصة (2.1 م).

## فرق لعب لها
- بوسطن سيلتكس
- اتلتيكو باوليستانو (كرة سلة)

## روابط خارجية
- فاب ميلو على موقع إن بي أي (الإنجليزية)
- فاب ميلو على موقع سبورتس رفرنس (الإنجليزية)
- فاب ميلو على موقع كرة السلة الأوروبية.كوم (الإنجليزية)
- فاب ميلو على موقع إي إس بي إن.كوم (الإنجليزية)
- فاب ميلو على موقع كلية كرة السلة في سبورتس رفرنس.كوم (الإنجليزية)
- فاب ميلو على موقع ريلجم (الإنجليزية)
- فاب ميلو على موقع بروبوليرز (الإنجليزية)
- فاب ميلو على موقع سبورتس رفرنس (الإنجليزية)